# Listă de actori uzbeci
Aceasta este o listă de actori uzbeci. 
Cuprins: Început - 0–9 A B C D E F G H I J K L M N O P Q R S T U V W X Y Z

## A
- Aleksandr Abdulov
- Ali Hamroyev
- Alisher Uzoqov
- Asal Shodiyeva

## B
- Baxtiyor Ixtiyorov

## D
- Dilnoza Kubayeva

## E
- Ergash Karimov

## F
- Feruza Jumaniyozova

## J
- Jamshid Zokirov

## L
- Lola Yoʻldosheva

## M
- Melis Abzalov

## O
- Otabek Mahkamov

## R
- Rayhon Gʻaniyeva

## S
- Shoxrux
- Shahzoda
- Sherali Joʻrayev
- Shuhrat Abbosov
- Shukur Burxonov
- Sitora Farmonova

## T
- Tohir Sodiqov

## Y
- Yefim Bronfman
- Yoʻldosh Aʼzamov
- Yulduz Usmonova

## Z
- Ziyoda Qobilova

## Vezi și
- Listă de regizori uzbeci
- Listă de filme uzbece